# Pitch Perfect 2
Pitch Perfect 2 is een Amerikaanse muzikale komedie uit 2015. Het is de tweede film uit de Pitch Perfect-franchise van Elizabeth Banks, Paul Brooks en Max Handelman. Banks regisseerde de film, met Anna Kendrick, Rebel Wilson, Hailee Steinfeld en Brittany Snow in de hoofdrollen.

## Verhaal
Nadat ze nationaal kampioen werden, wonnen de Bella's ook de volgende twee nationale kampioenschappen. Na een schandaal tijdens een optreden op de verjaardag van president Barack Obama, worden ze echter gebannen uit de competitie. Hun tournee als titelhouder wordt verdergezet door de Duitse groep Das Sound Machine. Intussen wil eerstejaarsstudente Emily in de voetsporen van haar moeder treden en wordt na een auditie toegelaten.
De enige manier om het blazoen van de groep weer op te poetsen, is het wereldkampioenschap winnen. Ze gaan op retraite in het bos onder leiding van voormalig lid Aubrey, die hen helpt de groep terug in harmonie te brengen. Daar biecht Beca op dat ze al een tijdje stage loopt bij een muziekproducent en muziek wil gaan produceren. Daarop beseffen ze allen dat het na afloop van het academiejaar voorbij zal zijn. Becca biedt Emily, die teksten schrijft, aan samen te werken. Ze nemen Emily's nummer "Flashlight" op in de studio en Becca's baas is onder de indruk.
Dan reizen ze naar Kopenhagen voor het wereldkampioenschap. Das Sound Machine geeft zoals altijd een ijzersterk optreden, maar met een aangepaste versie van "Flashlight" slagen de Bella's er in te winnen.

## Rolverdeling

### De bellas
- Anna Kendrick als Beca Mitchell.
- Rebel Wilson als Patricia Hobart of "Fat Amy".
- Hailee Steinfeld als Emily Junk.
- Brittany Snow als Chloe Beale.
- Alexis Knapp als Stacie Conrad.
- Hana Mae Lee als Lilly Onakuramara/Esther.
- Ester Dean als Cynthia Rose.
- Chrissie Fit als Florencia Fuentes of "Flo".

### Overige
- Birgitte Hjort Sørensen als Kommissar van Das Sound Machine.
- Flula Borg als Pieter Krämer van Das Sound Machine.
- Katey Sagal als Katherine Junk, Emily's moeder en oud-Bella.
- Anna Camp als Aubrey Posen, voormalig lid en nu kampleidster.
- Skylar Astin als Jesse Swanson van de Treblemakers en Beca's vriendje.
- Adam DeVine als Bumper Allen van de Tone Hangers, Fat Amy's aanbidder.
- Ben Platt als Benji Applebaum van de Treblemakers, die voor Emily valt.
- Elizabeth Banks als Gail Abernathy-McKadden-Feinberger, de journaliste.
- John Michael Higgins als John Smith, de journalist.
- Keegan-Michael Key als Sammy, de muziekproducent en Becca's baas.

## Release en ontvangst
Op 20 april 2015 ging Pitch Perfect 2 in première in het Amerikaanse Las Vegas. Op 28 april volgde de Europese première in Parijs. Gedurende mei 2015 verscheen de film in de meeste landen in de bioscopen. In België werd hij eind juli 2015 uitgebracht.
De productie van Pitch Perfect 2 kostte circa 25 miljoen euro, terwijl de film ruim 243 miljoen euro opbracht aan de bioscoopkassa's. Daarmee is het de muzikale komedie met de hoogste opbrengsten aller tijden. De kritieken waren redelijk positief, met scores van 6,4 bij IMDb, 65% bij Rotten Tomatoes en 63% bij Metacritic. Anna Kendrick won een Teen Choice Award voor haar rol.